# École maternelle
Die École Maternelle ist die französische Vorschule. In ihr werden Kinder von drei bis sechs Jahren unterrichtet, dabei sind Kinder einer Altersklasse innerhalb einer Gruppe. Teilweise dürfen auch Zweijährige teilnehmen, wenn Plätze verfügbar sind.
Die école maternelle ist seit September 2019 für 3-Jährige Pflicht. Sie ist kostenlos und laizistisch. Träger ist das Erziehungsministerium. Der Staat hat die Aufsicht über die Ausbildung der Erzieher, die ausgebildete Lehrer (instituteur oder heute professeur des écoles) sind. Ihr staatlicher Bildungsauftrag lautet seit 1972: Integration in die Gesellschaft und Vorbereitung auf die Schule.
Da keinem Kind ab 3 Jahre der Platz in der Maternelle verwehrt werden kann, werden seit September 2019 auch Kinder mit Windel eingeschult. Allerdings werden die Eltern gebeten, mit dem Kind darauf hin zu arbeiten, möglichst bald sauber zu werden.  In einigen Schulen werden auch Kinder unter 3 Jahren mit Windel angenommen.
Die Kinder werden nach einem Stundenplan unterrichtet.
Die Maternelle ist in drei Stufen unterteilt:
- Petite section für Kinder von drei bis vier Jahren (Leben in der Gruppe und Sprache)
- Moyenne section für Kinder von vier bis fünf Jahren (erster Kontakt mit Geschriebenem)
- Grande section für Kinder von fünf bis sechs Jahren (Lektüre, Geschriebenes allgemein)

Teilweise wird für die kleinsten Kinder eine „toute petite section“ Stufe eingeführt, wenn ausreichend viele Zweijährige die Schule besuchen. Bei sehr kleinen Gruppen (z. B. auf dem Land) gibt es teilweise stufenübergreifende Gruppen; dies ist aber ein Ausnahmefall und ist mittlerweile selten der Fall.
Wenn die Kinder in die „école primaire“ (Grundschule) kommen, können sie normalerweise schon Geschichten verstehen und wiedergeben, einen Brief „schreiben“, indem sie ihn einem Erwachsenen diktieren, und einige Buchstaben sowie ca. 30 Wörter wiedererkennen. Außerdem können sie Striche, Kreise und Schleifen zeichnen und bis 30 zählen. Die Kinder lernen singen, tanzen, basteln, malen etc. Im Gegensatz zum Kindergarten wird weniger Wert auf Freispiel gelegt. Kreativität und das spielerische Verhalten wird in der Regel unter ein bestimmtes Motto gestellt. So lernen französische Vorschulkinder früh, Bilder in Anlehnung und nach Vorlage von bekannten Malern (z. B. Miró, Picasso) zu malen. Neben diesem Einblick in die Kunstgeschichte wird den Kindern auch das Themenfeld Literatur spielerisch nähergebracht. In der Maternelle lernen die Kinder, sich an Regeln anzupassen, was ihnen den Einstieg in die Schule erleichtert.
Das Muster der wöchentlichen Schultage unterscheidet sich dabei von Schule zu Schule. Eine Vielzahl der Schulen unterrichtet wochentags außer mittwochs und samstags vormittags. Einige wenige unterrichten statt samstags mittwochs vormittags und wieder andere montags bis freitags außer mittwochs, wobei in diesem Falle die Ferienzeit verkürzt wird. Das Muster der jeweiligen Schultage stellt teilweise auch die Motivation für die Wahl einer privaten école maternelle oder einer école maternelle in einem anderen Stadtteil dar.

## Ziele
Die École maternelle hat fünf Lernziele:
1. Erlernen der Sprache
2. Zusammenleben
3. Körperliche Ertüchtigung (z. B. Turnen)
4. Die Welt entdecken
5. Sensibilität und Fantasie (musische Erziehung)

## Methoden
Es wird (anders als z. B. in deutschen Kindergärten) auch frontal unterrichtet. Der Tagesablauf ist sehr strukturiert und Ordnung und Disziplin werden großgeschrieben.

## Vergabe der Plätze und Akzeptanz
Das Kind bzw. die Eltern haben ab dem dritten Geburtstag einen Anspruch auf einen Platz in einer staatlichen maternelle innerhalb des jeweiligen Stadtteils oder Quartiers. Falls man sich für eine private maternelle entscheidet, kann man diese relativ problemlos in einem beliebigen Stadtteil wählen.
Eine staatliche maternelle in einem anderen Stadtteil kann dagegen nur mit einer Sonderbewilligung (dérogation) besucht werden. Damit einher gehen das Einverständnis der Stadtverwaltung (mairie), der Direktorin/des Direktors der maternelle im eigenen Stadtteil sowie der maternelle des beabsichtigten Stadtteils.
Nahezu alle Kinder ab drei Jahren besuchen in Frankreich die Ecole maternelle.